# سرخو اریباس (بازیکن فوتبال، زاده ۱۹۹۵)
سرخو اریباس (انگلیسی: Sergio Arribas؛ زادهٔ ۷ ژوئیهٔ ۱۹۹۵) بازیکن فوتبال اهل اسپانیا است.
از باشگاه‌هایی که در آن بازی کرده‌است می‌توان به باشگاه فوتبال لگانس اشاره کرد.